# Stazione di Pianella
La stazione di Pianella era una stazione ferroviaria posta lungo la ex linea ferroviaria a scartamento ridotto Pescara-Penne chiusa il 20 giugno 1963, era a servizio del comune di Pianella, pur rimanendo sul territorio di Loreto Aprutino.